# Dulovo (Eslováquia)
Dulovo é um município da Eslováquia, situado no distrito de Rimavská Sobota, na região de Banská Bystrica. Tem 4,43 km² de área e sua população em 2018 foi estimada em 261 habitantes.

## Demografia
| Ano:        | 1994 | 2004    | 2014   | 2024    |
| ----------- | ---- | ------- | ------ | ------- |
| Broj ljudi: | 166  | 204     | 216    | 272     |
| Razlika:    |      | +22,89% | +5,88% | +25,92% |

| Ano:               | 2023 | 2024   |
| ------------------ | ---- | ------ |
| Número de pessoas: | 271  | 272    |
| Diferença:         |      | +0,36% |